# Cetatea Făgărașului

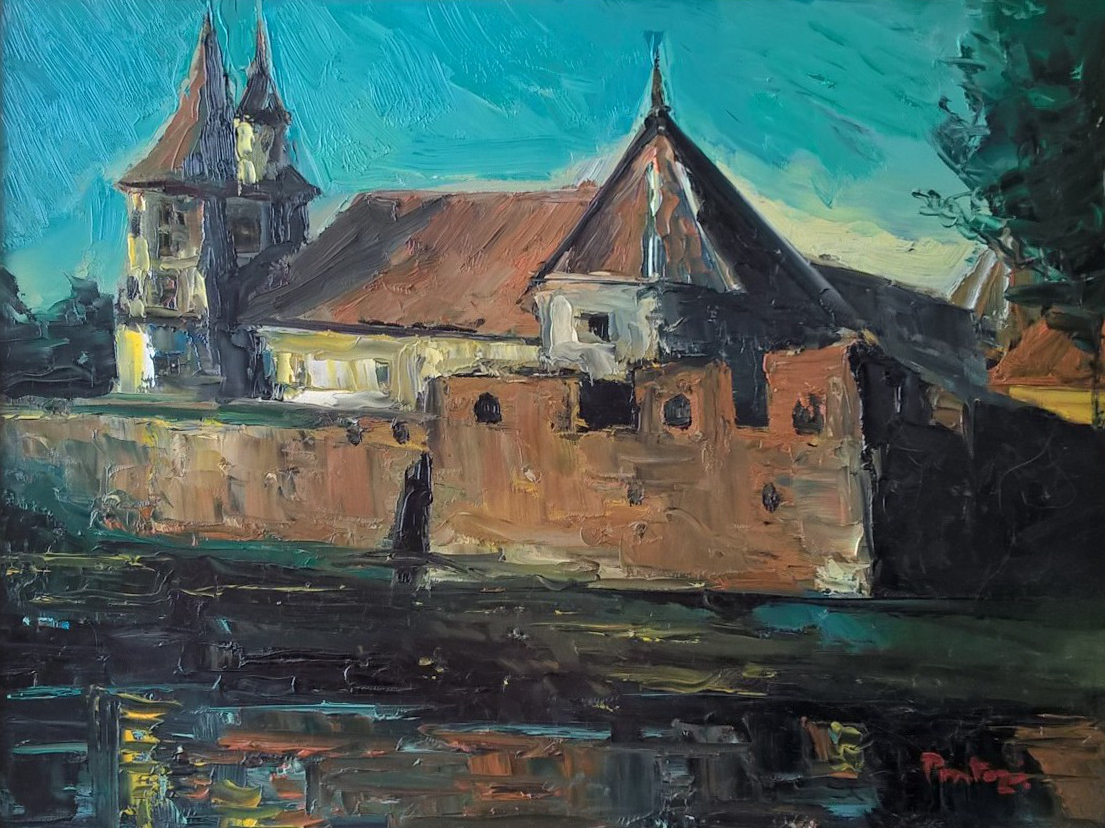
„Amurg în Cetatea Făgărașului”, peisaj de Valeriu Pantazi

Cetatea Făgărașului este situată în chiar centrul municipiului Făgăraș, în județul Brașov, Transilvania, România. 

## Istorie
Construcția cetății a început în 1310, pe locul unei mai vechi fortificații de pământ și lemn din secolul al XII-lea. Scopul construirii cetății era eminamente strategic, mai precis pentru apărarea sud-estului Transilvaniei de incursiunile tătarilor și otomanilor.
În 1526, devenit voievod al Transilvaniei, Ștefan Mailat, fiu al unui boier din regiune, a intrat în posesia Făgărașului și a domeniilor din jur și a pornit lucrările de transformare a cetății într-o adevărată cetate întărită. Zidurile de apărare au fost dublate în grosime pornind din interior. Noi spații au fost amenajate în încăperi și săli boltite. În 1541, otomanii conduși de Mustafa Pașa au atacat fortăreața. Mailat a căzut în cursă și a fost ținut prizonier în închisoarea din Cetatea celor Șapte Turnuri (Edikule), la Constantinopol, unde a murit 10 ani mai târziu.
În 1599, Mihai Viteazul, a ocupat cetatea, a dăruit-o soției sale, Doamna Stanca, împreună cu domeniul, și, devenind principe al Transilvaniei, și-a adăpostit aici familia și tezaurul domnesc, câțiva ani mai târziu.

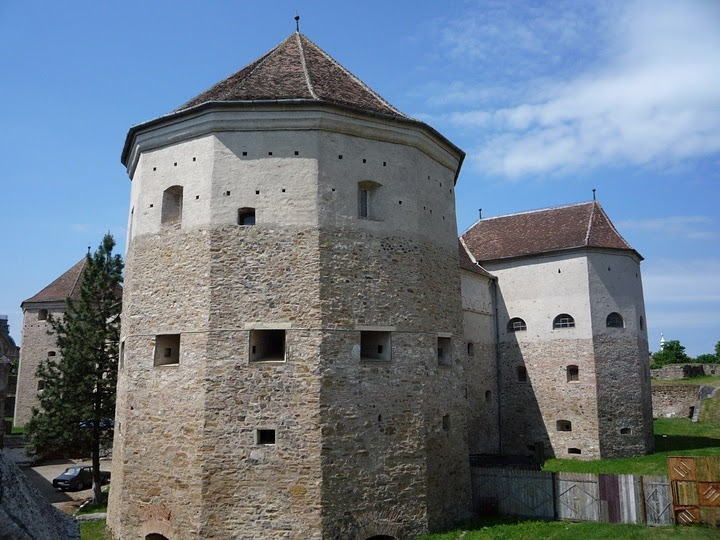
Cetatea din Făgăraș: Bastionul donjon

În 1617, au fost înălțate ultimele două nivele ale turnului de sud-vest (donjon), cunoscut și sub denumirea de Turnul Roșu, care are cinci nivele.
În cursul secolului al XVII-lea, cu scurte întreruperi, Făgărașul a fost o adevărată capitală a principatului Transilvania, cetatea devenind reședință a principilor Transilvaniei. Dieta transilvăneană s-a reunit aici în 11 rânduri.
În 1630 șanțul de apărare care înconjoară cetatea a fost lărgit și legat printr-un canal secret de râul Olt. Un pod rabatabil a fost instalat la intrare. Mai târziu, pivnițele au fost reamenajate în temnițe unde erau închiși iobagii care se revoltau.
În anul 1657 principesa-consoartă Zsuzsanna Lorántffy (soția principelui Gheorghe Rákóczi I), stăpână a Cetății Făgărașului, a înființat prima școală (de nivel mediu) cu limbă de predare română, la Făgăraș, care a funcționat sub patronajul principesei.
După trecerea Transilvaniei în stăpânirea habsburgică, în 1696, Cetatea Făgărașului a fost preluată de austrieci și a devenit cazarmă, începând din 1699, și închisoare militară.
În 1721 Făgărașul a devenit sediu al Episcopiei Române Unite cu Roma (greco-catolică), reședința episcopului fiind la etajul întâi al aripii de sud a castelului. Însă episcopul Ioan Giurgiu Patachi a preferat să locuiască la Castelul Brukenthal de la Sâmbăta de Jos, iar Inocențiu Micu-Klein și-a mutat reședința episcopală, printr-un schimb de proprietăți, de la Făgăraș la Blaj, în 1737. 
Nicolae Iorga a vizitat cetatea în anul 1903 și a găsit-o aproape de ruină.
Între 1948 și 1960 cetatea a servit de închisoare pentru oponenții sistemului comunist din Țara Făgărașului, deținuți politici, Făgărașul devenind una din închisorile din sistemul Gulagului românesc.
În anii care au urmat (1965-1977) au fost făcute lucrări de reparații, restaurare și conservare.

## Arhitectură
Cetatea Făgăraș, numită complexul feudal fortificat de la Făgăraș, cunoaște  în vremea lui Gabriel Bethlen și Gheorghe Rackoczi I, secolul al XVII-lea, transformări care stabilesc forma actuală a complexului arhitectural, prin construirea bastioanelor, prin etajări și transformări stilistice și artistice, prin umplerea cu apă a șanțului în  jurul cetății. În acest secol se încheie evoluția arhitectonică a Făgărașului.

## Apariție în filme
Cetatea a fost utilizată drept cadru de filmare în producții românesti și internaționale
- Iancu Jianu zapciul,  film românesc din 1981 regizat de Dinu Cocea, cetatea este în film palatul lui Vodă Caragea, cu scene filmate la exterior (zidul și șantul de aparare) și interior (loggia, culoarele, săli, pivnița și închisoarea).
- Iancu Jianu haiducul, film românesc din 1981 regizat de Dinu Cocea, spânzurătoarea lui Iancu Jianu e amplasată între zidul și șanțul de apărare.
- Regii blestemati (2005), o mini-serie franco-italiană de televiziune în cinci episoade, regizată de Josée Dayan  și filmată în parte în România, având la bază seria de romane a lui Maurice Druon. Cetea apare în mai multe episoade, filmată din exterior  și interior, ca locație de închisoare franceză sau engleză.

## Turism
În prezent, cetatea adăpostește Muzeul Țării Făgărașului „Valer Literat” și Biblioteca Municipală ”Octavian Paler”.

## Galerie de imagini

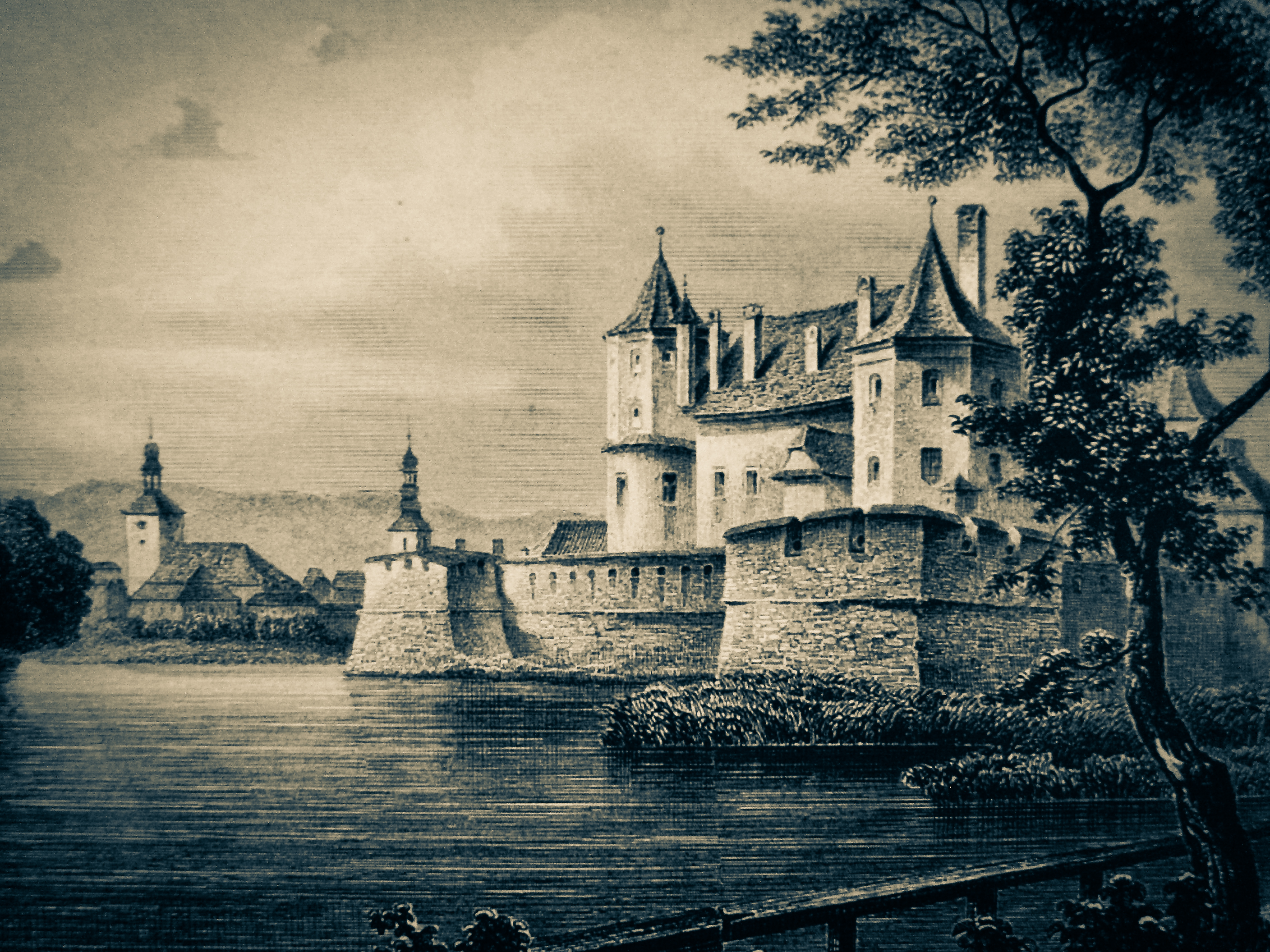
Cetatea Făgărașului în 1883
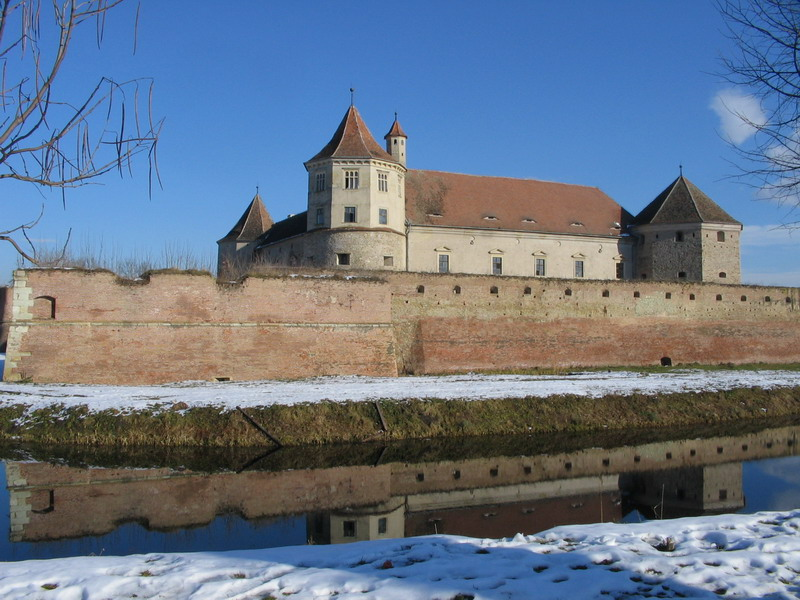
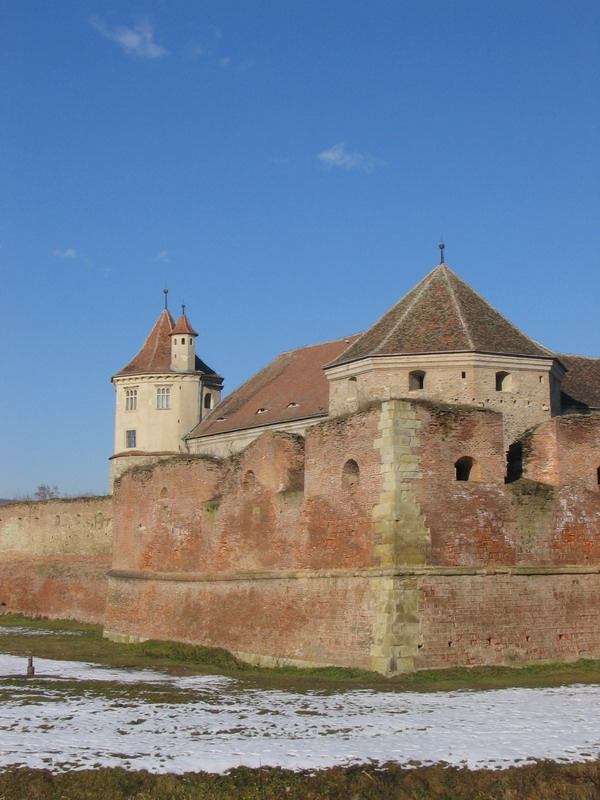
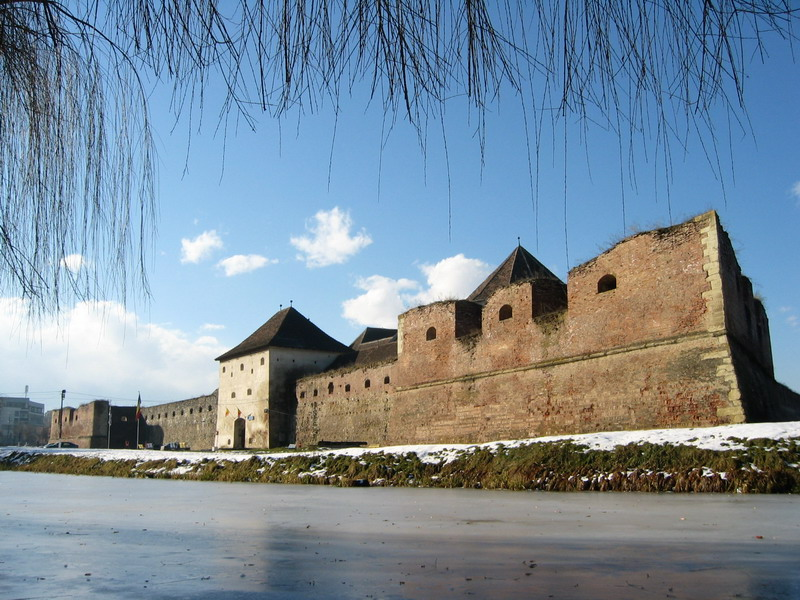
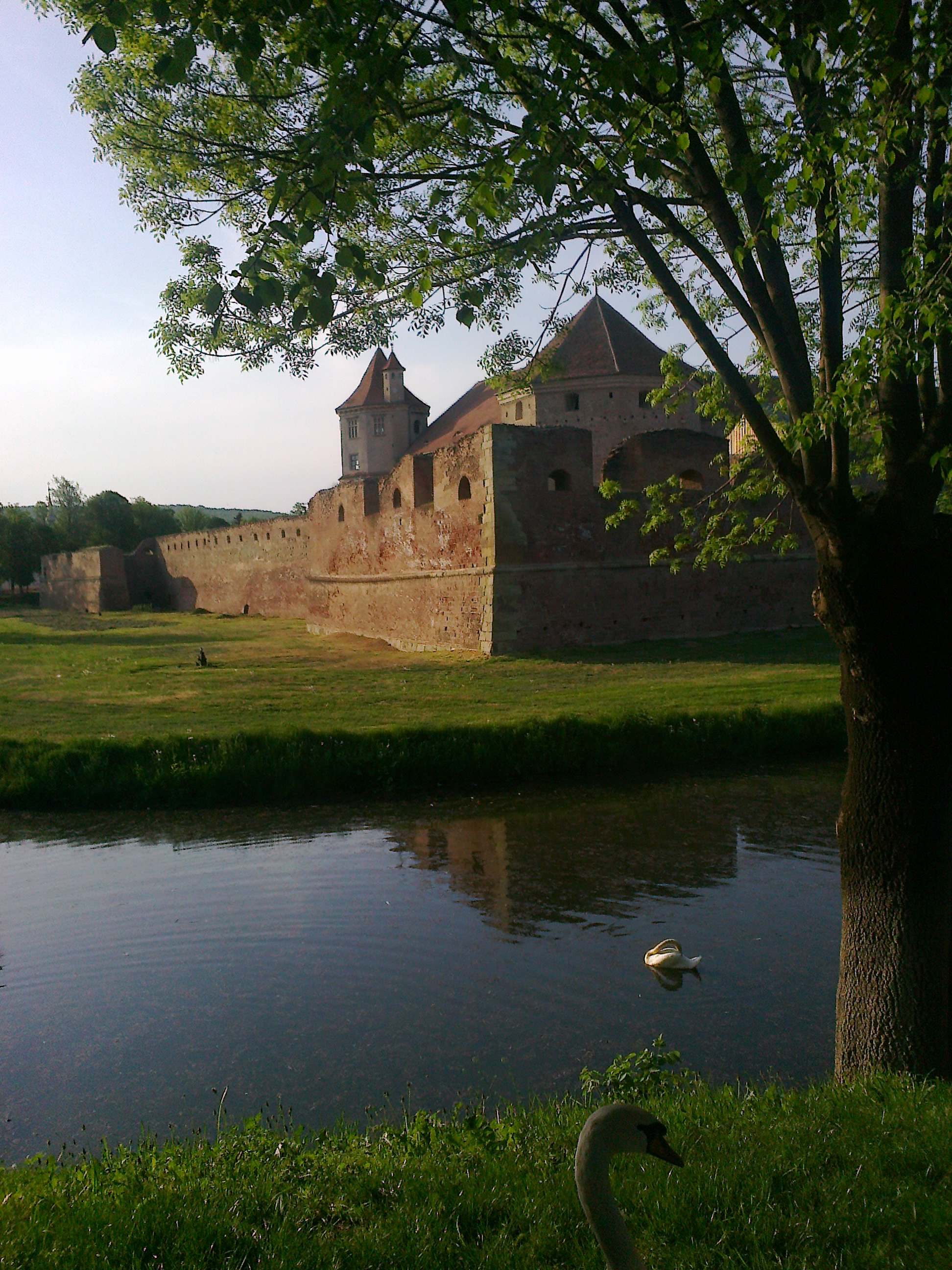
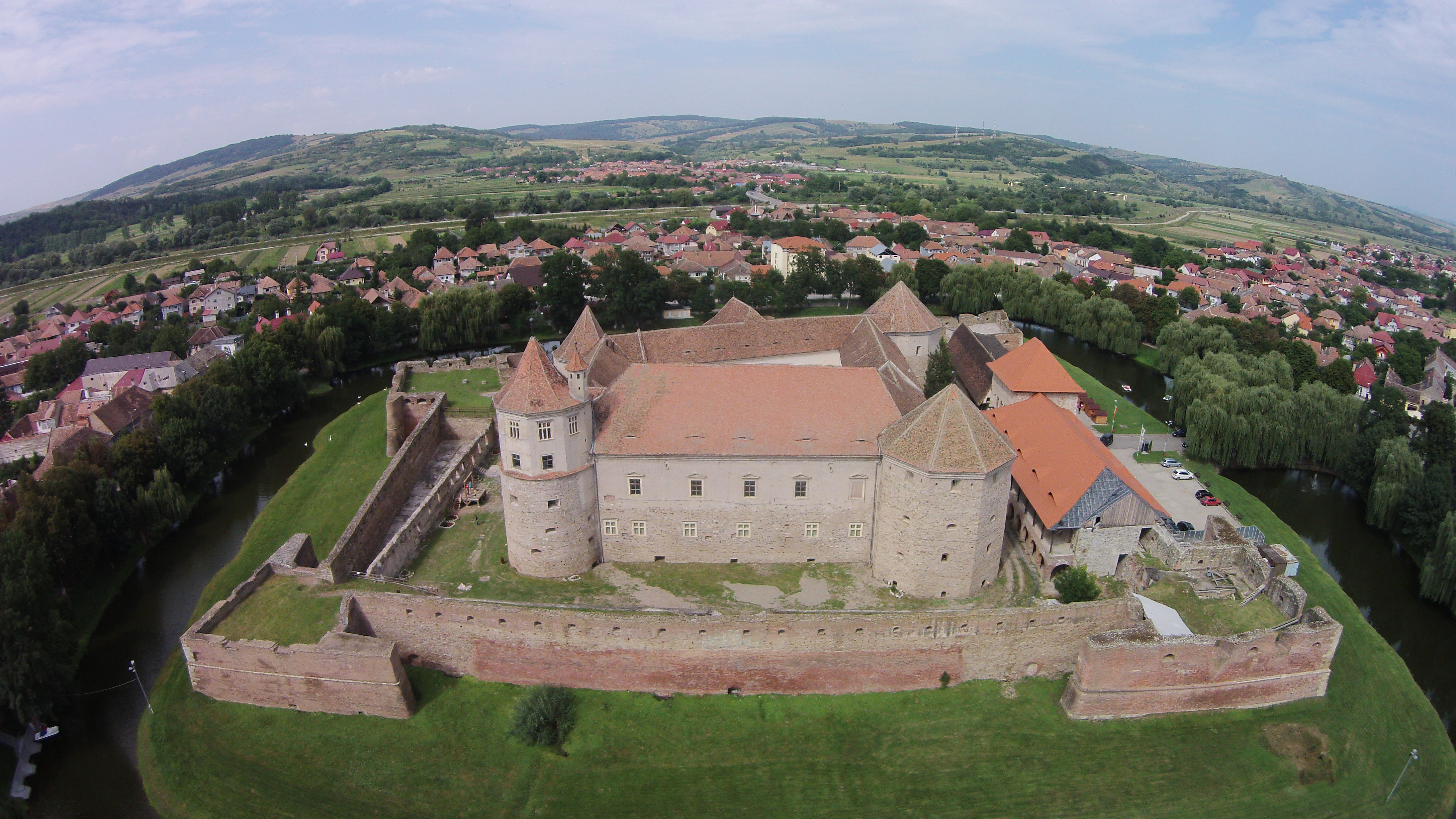
Cetatea Făgărașului, vedere aeriană
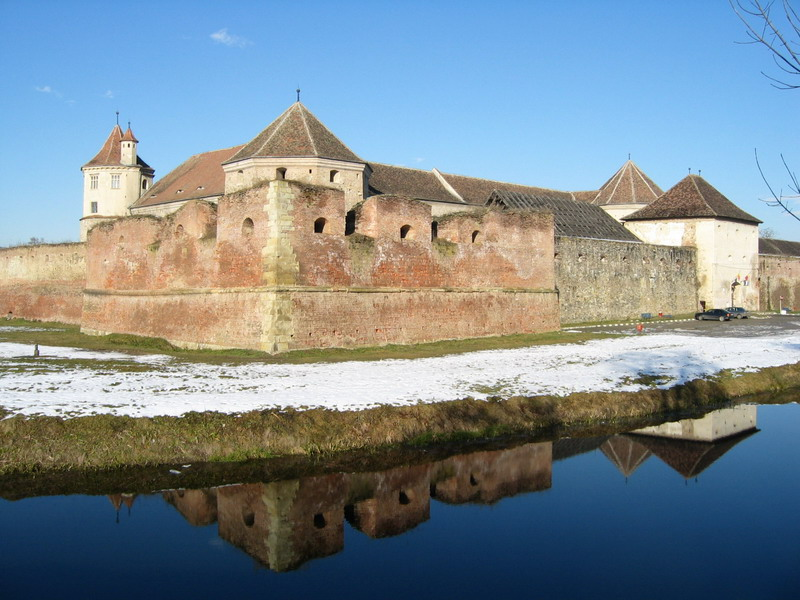
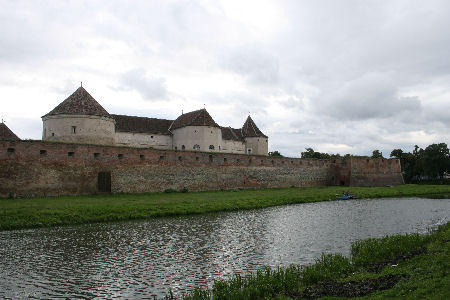
Cetatea Făgărașului (vedere dinspre est)
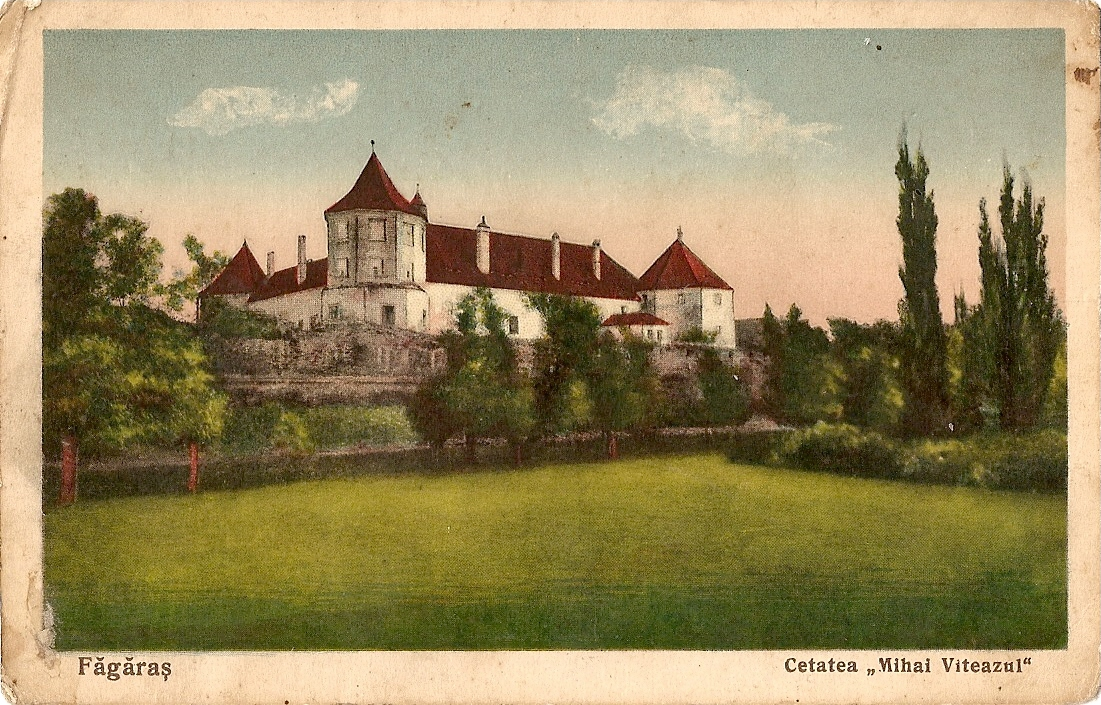
Cetatea Făgărașului (imagine interbelică)
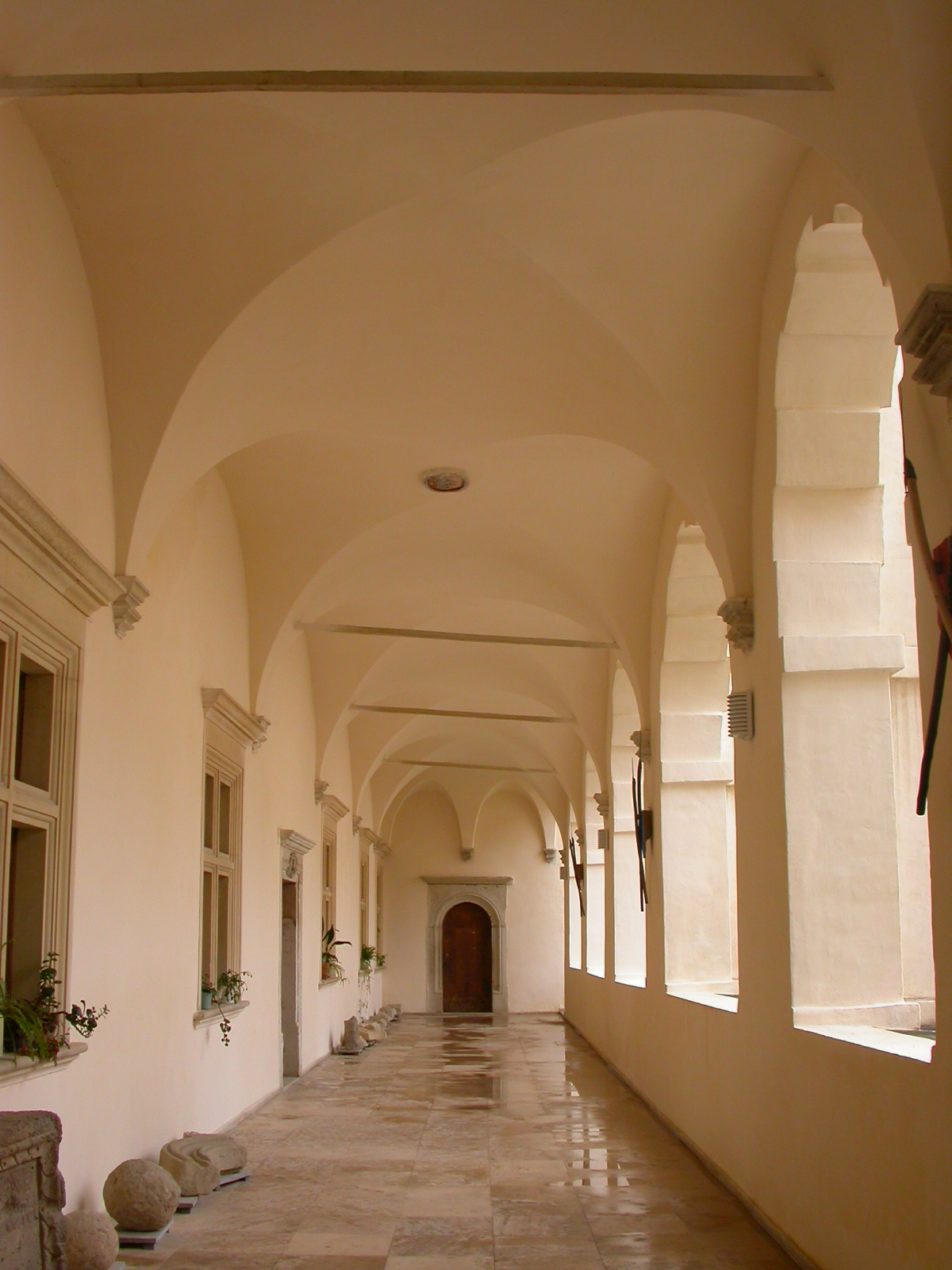
Loggia de la primul etaj (în 2008)
Bust al Doamnei Stanca, în fața Cetății din Făgăraș, sculptură realizată de Spiridon Georgescu în 1938